# Кваас, Йоханна
Йоханна Кваас (нем. Johanna Quaas; урожд. Йоханна Гайслер (нем. Johanna Geißler); род. 20 ноября 1925 г. в гор. Хоэнмёльзен) — немецкая гимнастка, вошедшая в книгу рекордов Гиннесса как старейший действующий гимнаст в мире.

## Спортивная карьера
Начала заниматься гимнастикой в раннем возрасте, в первый раз участвовала в соревнованиях в 1934 году. После окончания школы отработала «обязательный социальный год» (нем. Pflichtjahr). В 1945 г. закончила работу в качестве тренера по гимнастике в Штутгарте. Потом переехала в Вайсенфельс, где начала заниматься гандболом, потому что решением Контрольного совета заниматься гимнастикой ей было запрещено. В 1947 г. этот запрет был снят, и Йоханна Кваас вернулась в гимнастику.
В 1950 году поступила в Галле-Виттенбергский университет. Впоследствии обучала тренеров в «Institut für Körpererziehung».
Соавтор учебника по гимнастике «Gerätturnen».
В то время она занималась в «HSG Wissenschaft Halle». В 1961 году Йоханна Кваас тренировала гимнастов в спортивном клубе «Chemie Halle» (ныне это «Галлешер» футбольный клуб); в их числе — Барбара Дикс-Стольц (нем. Barbara Dix-Stolz) и Кристель Фелгнер-Вундер (нем. Christel Felgner-Wunder), которым выпала честь открывать Летние Олимпийские игры 1964 года.
В 1982 году, в возрасте 57 лет, Йоханна Кваас возобновляет занятия спортом и выигрывает чемпионат ГДР «Turn- und Sportfest der DDR» в Лейпциге.
После объединения Германии участвовала в каждом «Deutsche Turnfeste», начиная с 1990 года.
Кваас получила большую известность в 2012 году после того, как на «YouTube» были размещены несколько видеоклипов с записями её занятий гимнастикой в 86-летнем возрасте (они были отсняты на «Turnier der Meister» в городе Котбус). Эти видеоролики сразу же стали хитами, набрав 3,2 и 3,4 миллиона просмотров.
Вскоре это привлекло внимание немецких и международных СМИ. Йоханна Кваас была приглашена на германское телевидение для участия в шоу «Gottschalk Live» Томаса Готтшалька. А в Китае не менее 188 газет написали про 86-летнюю гимнастку.
13 сентября 2012 года Йоханна Кваас вошла в книгу рекордов Гиннесса как «старейший гимнаст в мире».

## Личная жизнь
В 1963 году Йоханна вышла замуж за своего коллегу, гимнаста-тренера Герхарда Квааса (нем. Gerhard Quaas). Вырастили троих дочерей.